# 爱阁食品
爱阁食品（西班牙語：Agrosuper S.A.）為是一家智利私人跨國食品公司，總部位於蘭卡瓜。 它由貢薩洛·維亞爾·維亞爾（Gonzalo Vial Vial）於1955年創立。
自2024年起，該公司目前由董事長卡尼奧·科博·洛伊（Canio Corbo Loi）領導。

## 旗下品牌
- 爱阁食品（Agrosuper）
- 安第斯山脈布塔斯（Andes Butas）
- 智利水族（AquaChile）
- 查巴斯（Chao Bas）
- 麥波果（Frutos del Maipo）
- 拉克里安薩（La Crianza）
- 潘喬·波洛（Pancho Pollo）
- 波洛斯·金（Pollos King）
- 桑蒂 (Santi）
- 索普拉瓦爾（Sopraval）
- 超牛肉（Super Beef）
- 超級豬肉（Super Cerdo）
- 超級雞（Super Pollo）
- 超級鮭魚（Super Salmón）

## 子公司和部門
- 爱阁食品國際（Agrosuper International）
- 爱阁食品基金會（Fundación Agrosuper）
- 智利水族公司（Empresas AquaChile S.A.）[5]

## 外部連結
- 官方网站 （西班牙文）
- 爱阁食品中国官方网站 （页面存档备份，存于）